# Europapokal der Pokalsieger (Handball) 1979/80
Der Europapokal der Pokalsieger 1979/80 war die fünfte Austragung des Wettbewerbs für europäische Handball-Pokalsieger. Die 21 teilnehmenden Mannschaften qualifizierten sich in ihren Heimatländern über den nationalen Pokalwettbewerb für den von der Internationalen Handballföderation (IHF) organisierten Europapokal. Im Finale setzte sich der spanische Vertreter CB Calpisa Alicante gegen den automatisch qualifizierten Titelverteidiger VfL Gummersbach durch (20:15, 16:18). Mannschaften aus Polen, Rumänien, der Sowjetunion und der DDR nahmen aufgrund der Olympischen Sommerspiele 1980 in Moskau nicht am Wettbewerb teil.

## Chronologie des Wettbewerbs

### Erste Runde
|                 | Gesamt |                          | Hinspiel | Rückspiel |
| --------------- | ------ | ------------------------ | -------- | --------- |
| HB Dudelange    | 34:47  | NCR-Blauw Wit            | 17:25    | 17:22     |
| Avanti Lebbeke  | 37:48  | BSV Bern                 | 24:24    | 13:24     |
| Sparta IF       | 35:43  | Fjellhammer IL           | 18:18    | 17:25     |
| Volani Rovereto | 43:53  | Trakia Plowdiw           | 19:20    | 24:33     |
| FC Porto        | 50:42  | Maccabi Arazim Ramat Gan | 26:23    | 24:19     |

Die übrigen Vereine (RK Borac Banja Luka, CSL Dijon, Debreceni Dózsa, Gladsaxe HG, TSV Grün-Weiß Dankersen, IK Heim, Víkingur Reykjavík, UHK Krems, CB Calpisa Alicante, Slavia Prag und Titelverteidiger VfL Gummersbach) zogen durch ein Freilos automatisch ins Achtelfinale ein.

### Achtelfinale
|                     | Gesamt |                         | Hinspiel | Rückspiel |
| ------------------- | ------ | ----------------------- | -------- | --------- |
| RK Borac Banja Luka | 53:45  | Trakia Plowdiw          | 37:26    | 16:19     |
| CSL Dijon           | 41:55  | Debreceni Dózsa         | 26:28    | 15:27     |
| Gladsaxe HG         | 20:30  | TSV Grün-Weiß Dankersen | 9:9      | 11:21     |
| NCR-Blauw Wit       | 39:41  | BSV Bern                | 19:20    | 20:21     |
| IK Heim             | 43:35  | Víkingur Reykjavík      | 20:16    | 23:19     |
| UHK Krems           | 32:49  | CB Calpisa Alicante     | 17:21    | 15:28     |
| Slavia Prag         | 63:47  | FC Porto                | 35:24    | 28:23     |
| VfL Gummersbach     | 45:32  | Fjellhammer IL          | 20:15    | 25:17     |

### Viertelfinale
|                     | Gesamt |                         | Hinspiel | Rückspiel |
| ------------------- | ------ | ----------------------- | -------- | --------- |
| RK Borac Banja Luka | 49:42  | BSV Bern                | 29:21    | 20:21     |
| Debreceni Dózsa     | 43:54  | CB Calpisa Alicante     | 24:22    | 19:32     |
| IK Heim             | 42:41  | TSV Grün-Weiß Dankersen | 23:18    | 19:23     |
| VfL Gummersbach     | 41:30  | Slavia Prag             | 19:15    | 22:15     |

### Halbfinale
|                     | Gesamt |                 | Hinspiel | Rückspiel |
| ------------------- | ------ | --------------- | -------- | --------- |
| RK Borac Banja Luka | 36:39  | VfL Gummersbach | 20:18    | 16:21     |
| CB Calpisa Alicante | 68:50  | IK Heim         | 40:25    | 28:25     |

### Finale
Das Hinspiel fand am 30. März 1980 in Alicante und das Rückspiel am 20. April 1980 in der Dortmunder Westfalenhalle statt.
|                     | Gesamt |                 | Hinspiel     | Rückspiel   |
| ------------------- | ------ | --------------- | ------------ | ----------- |
| CB Calpisa Alicante | 36:33  | VfL Gummersbach | 20:15 (10:7) | 16:18 (8:9) |